# Газинур Морат
Газинур Морат (тат. Газинур Морат, уроджен. Газинур Васікович Моратов (тат. Газинур Васикъ улы Моратов); нар. 18 серпня 1959, Великий Сардек, Кукморський район, Татарська АРСР, РРФСР, СРСР) — татарський поет і журналіст, борець за татарське самовизначення. Заслужений діяч мистецтв Республіки Татарстан (2001). Лауреат Державної премії Республіки Татарстан імені Габдулли Тукая (2016). Лауреат Республіканської премії імені Муси Джаліля (2007).
Із родини колгоспників, з дитинства цікавився письменством. Після школи 1976 року вступив на відділення татарської мови і літератури історико-філологічного факультету Казанського університету, який закінчив 1981 року. У 1970–1980-х роках почав активно друкуватися з першими літературними дослідами, віршами і критичними статтями. Одночасно працював у ряді республіканських видань, дослужився до посади завідувача редакції художньої літератури в Татарському книжковому видавництві. 1988 року вступив до татарстанської Спілки письменників. Також вів активну комсомольську роботу, а в 1990-х роках брав участь у татарському національному русі, у голодуванні за суверенітет Татарстану. Є автором низки віршованих збірок, працює у жанрі дитячої літератури. За відгуками критиків, творчість Мората успадковує традиції шістдесятників як за стилістичною подобою, так і за змістом, що торкається суспільно-політичних питань, проблеми збереження татарської мови і культури.

## Життєпис
Газинур Васікович Моратов народився 18 серпня 1959 року у селі Великий Сардек Кукморського району Татарської АРСР. З родини селян-колгоспників. Письменством зацікавився у дитинстві, незважаючи на те, що батьки не були особливо освіченими людьми. У віці 12 років важко переніс менінгіт.
По закінченні середньої школи в рідному селі, 1976 року вступив на відділення татарської мови і літератури історико-філологічного факультету Казанського державного університету імені В. І. Ульянова-Леніна, який закінчив 1981 року. Здобувши вищу освіту, пішов у журналістську роботу, був редактором відділу пропаганди в газеті «Татарстан яшьләре» (1981—1984), потім завідувачем відділу дитячого журналу «Ялкын» (1984—1988). У 1989—1991 роках керував республіканським літературним об'єднанням при Татарському обласному комітеті Всесоюзної ленінської комуністичної спілки молоді.
З початку 1990-х років брав активну участь у татарському національному русі. У 1991—1993 роках був завідувачем відділу літератури і мистецтва в журналі «Идель», а в 1991—1995 роках — головним редактором газети «Татар иле». З 1995 року обіймав посаду заступника головного редактора газети «Мәдәни Җомга», потім став завідувачем редакції художньої літератури в Татарському книжковому видавництві. 2001 року отримав звання заслуженого діяча мистецтв Республіки Татарстан, 2007 року став лауреатом Республіканської премії імені М. Джаліля, а 2016 року — Державної премії Республіки Татарстан імені Г. Тукая. 2019 року відзначив 60-річчя. Активно веде сторінки у соціальних мережах, де публікує свої вірші.
Член Спілки письменників СРСР (з 1988 року). Член правління Спілки письменників Республіки Татарстан (з 1994 року), його приймальної колегії (з 1999 року)). Є автором таких збірок віршів і поем, як «Җир хәтере» («Пам'ять землі», 1985), «Мин дөньяны тыңлыйм» («Я слухаю світ», 1988), «Оча җырлар» («Летять пісні», 1991), «Түбә» («Кров», 1998), «Төнге әверелеш» («Нічна метаморфоза», 2005), «Кош хокукы» («Пташині права», 2014); збірника літературно-публіцистичних статей «Җәяүле кошлар» («Піші птахи», 2002); збірок для дітей «Тылсымлы тел» («Чарівна мова», 1989), «Ачык дәрес» («Відкритий урок», 1995), «Әкияткә ышанмаучы малай» («Хлопчик, який не вірив у казки», 2003), низки інших.
Вірші Мората відрізняє романтизм, деяка меланхолічність, публіцистичне звучання та філософська насиченість, широке охоплення життєвих явищ, увага до їхніх моральних аспектів, разом з багатством думок, поетичних прийомів, незвичайних порівнянь і метафор. Він вільно працює у різних стилях і формах, у віршах Мората відображається як фольклор, класична література, так і сучасні молодіжні віяння. Він також часто звертається до суспільно-політичної лірики, фактично перетворивши свої вірші на знаряддя боротьби татарського народу за свої права. Велику увагу він приділяє збереженню гармонії вірша, досконалості мовних засобів, точності і дзвінкості слів, створивши свій власний неповторний стиль і дотримуючись формули «думка, почуття, смак», у зв'язку з чим називається одним із найталановитіших татарських поетів сучасності.

## Нарис творчості
У юності зазнав сильного впливу шестидесятників, хоча справдився як поет, в основному, під час культурного застою, перебуваючи в авангарді зі своїми однолітками-активістами відродження татарського культурного життя. З першими віршованими та публіцистичними дослідами виступив у 1970-х роках на сторінках кукморської районної газети «Хезмәт даны». Під час навчання в університеті став публікуватися з віршами і літературно-критичними статтями у центральній республіканській пресі, зокрема у журналі «Казан утлары». Широку популярність як поет знайшов до кінця 1980-х років, з виходом рецензій на його творчість у періодичній пресі. Першу книгу поезій Мората під назвою «Җир хәтере» («Пам'ять землі») було видано 1985 року. Його віршам тієї доби властива шарувата метафоричність, розстановка смислових наголосів за допомогою незвичайних графічних прийомів, до того ж з висловленням своєї особистої думки про події, що зчиняються в світі, про відповідальність за свою країну і свій народ, чим відрізняється творчість шістдесятників. Як у першій, так і у другій книзі «Мин дөньяны тыңлыйм» («Я слухаю світ», 1988), свої досить абстрактні міркування Морат поєднує з конкретикою за рахунок абсолютно несподіваних образів, як наприклад — кучерявий малюк, що забрався на ешафот із шоколадкою в руці, — на цьому окремому прикладі він показує парадокси та контрасти світового устрою, закликає до відповідальних дій тих людей, які відповідають за війну та мир.
Мене із серця викинь — вийшов строк,

Я не повернуся, не чекай на мене, не треба.

Щоб жити в розлуці, наче Сак і Сок,

Хай Бог тобі терпіння дасть у нагороду.
Я по тобі тугу прогнати зумів,

Повалити в порох кумира був я в силі!

Відхідну своєї любові я заспівав,

Хто з нею попрощатися прийде до могили?
Я знаю, хто на дроти прийде,

Я знаю, хто з'явиться із лопатою.

Але я тебе визволив від турбот —

Любов погріб я у серці без вороття.
Увійшовши до письменництва під час очікування змін, стосовно долі народу і країни він наполегливо виділяє ту чи іншу думку або вираз, повторюючи її знову і знову, змушуючи читача задуматися про те, як сам поет дивиться на ці зміни. При цьому публіцистичний тон у вірші досягається не прямим висловом своєї думки, а за рахунок риторики, побудови речень, прихованого смислу. Герой віршів Мората завжди є ліричним, думає про те, як прожити гарне та правильне життя, він не тільки чекає змін, але діє цим шляхом. У його поезії 1980-х років такі історичні особистості, як Г. Тукай, Дж. Бруно, Аль-Біруні, Е. Гемінґуей поставлені нарівні з абстрактними поняттями сумління і чесності, як втілення цих духовних цінностей на землі. Тукай взагалі має велике значення у творчості Мората, як живе втілення борця за національне відродження, що з'явився на землю як новий пророк; сам Морат зазначає, що «у своєму духовному розвитку ми недалеко просунулися в порівнянні з часами Тукая» і «він дав їжу своїм послідовникам на найближчі 100 років».
Вже зарекомендувавши себе соціально-філософськими творами, у цей час Морат звернувся до інтимної лірики, на відміну інших поетів, які почали приділяти велику увагу темі кохання ще на початку своєї творчості. Враховуючи традиційну специфіку татарської любовної поезії, йому вдалося досягти оригінальності, зокрема, завдяки використанню образів зі світу мистецтва і музики, як-то рапсодії солов'їв чи кантати коників, які натякають на значні емоційні переживання та почуття. Не будучи «поетом кохання» в повному розумінні цього слова, Морат не вважає соромним стати ніжним, впустити до свого серця світло природної краси, висловити почуття тих, хто охоплений любовною пристрастю. Його любовна лірика близька до створених у 1960-х роках віршів Р. Г. Файзулліна стосовно розстановці слів у рядках, наголошування уваги на останньому абзаці, на розділових знаках, що відіграє важливу роль у передачі до читача смислового навантаження. Взагалі, у таких віршах Морат вважав за краще коротко, фрагментарно висловлювати ту чи іншу мисль, особливо при описі міжособистісних відносин, які в нього укладалися лише у два-три слова у рядку. Наприклад, квінтесенцією роздумів про сенс життя в одному з його віршів є речення «хочу любити», багатозначне і при цьому просте за формою, що виражає собою всю повноту важких почуттів, надій на майбутні зустрічі, і звеличення любові, здатної розтопити охололе серце.
З початку 1990-х років, після збірки «Оча җырлар» («Летять пісні», 1991), метафоричність у віршах Мората йде на спад, оскільки він уже міг вільно створювати вірші з відверто політичним змістом, висловлювати свої думки щодо війн, пригноблених імперією націй, давати оцінку тим чи іншим історичним особистостям у контексті активізації татарського національного руху та появи нових громадських лідерів. Надалі у творчості Мората ще більше посилився політичний і соціальний зміст, явніше стали просуватися ідеї національного визволення й оновлення, при виявленні яких він, однак, обходився без зайвого пафосу. Зокрема, прагнення татарського народу до свободи в нього перетинається зі схожою боротьбою в країнах Балтії, зокрема, в одному з віршів виведено татарську дівчину, розчавлену танками 13 січня 1991 року у Литві, де поет тоді перебував у творчому відрядженні. У цей час Морат також звертається до жанру поеми, де його громадська позиція розкривається в лірико-епічному просторі, в лейтмотивах пам'яті, державності, збереження мови. Особливе місце у татарській поезії 1990-х років посідає його поема під назвою «Ачлык» («Голодівка», 1992), збагативши татарську літературу як з погляду форми, так і нового, сучасного змісту, будучи заснованою на справжній історичній події. Так, Морат 1991 року на майдані Свободи у середмісті Казані разом із кількома літераторами та іншими активістами національного руху тримав 13-денну політичне голодування з метою боротьби за незалежність Татарстану.
Як епіграф до поеми подано вислів — «Вмирати має сенс лише за свободу, бо лише тоді людина впевнена, що вона вмирає не цілком», що належить А. Камю та зміст якої складає всю подальшу тканину твору. Перша частина поеми відрізняється непитомим для творчості Мората звучанням, чергуванням класичної форми з традиційною татарською — дастаном, використанням епосу «Идегей» як виклад нових ідей. З перших же строф читачеві не зовсім ясно про яку саму історичну добу йдеться, бо він поринає у візуалізацію відразу двох тимчасових площин — як у колишній Ідел-йорт, так і в сучасний натоді Татарстан. Таким чином, поет закликає вчитися в історії, закликає не повторювати помилок минулого. Друга частина власне стосується діяльності активістів руху «Азатлык» у 1990-х роках, там Морат розповідає про тих, хто стояв в авангарді боротьби за свободу народу і був готовий за це віддати своє життя. Поет недвозначно дає зрозуміти, що він сам був серед голодянинів на майдані, серед цієї малої жменьки людей, котре, однак, підтримував цілий народ. Тілесний і душевний біль він транслює одночасно з гордістю, заявляючи, що поки одні голодуванням відстоюють свої права, інші живуть у цій несправедливій державі і добровільно прирікають себе на голодну смерть. Зазначивши, що «татари — голодні до щастя», Морат буквально передав у своїй поемі всю багатовікову історію нації, показавши себе справді народним поетом.
За шкільною партою, у теплі

Вчити уроки будь готовий!

Народів багато на землі

І багато різних мов.
І кожен мешканець там звик

У колі друзів, у колі сім'ї

Знати назубок рідну мову,

Як усі ровесники твої.
Себе зберегти, народ зберегти

Прагне кожен, так і знай!

Щоб поважати чужу мову,

Рідну мову вчи, малай!
Уявлення, які Морат колись міг передати лише фігурально через поезію, з 1990-х років він також почав висловлювати й у періодичній пресі. Тоді ж почав активно виступати з критичними і публіцистичними статтями зі злободенних суспільних проблем сучасності, питань національного руху, татарського світу, історії, літератури і мистецтва. Низку таких публікацій надалі було поміщено до збірки «Җәяүле кошлар» («Піші птахи», 2002). Поетична збірка «Түбә» («Кров», 1998) також відрізняється судженням про чинні події, зокрема, в однойменній поемі Морат проводить ідею про те, що у кожного народу має бути дах, свій національний світ, свій духовний притулок, до якого зверталась би людина, де б вона не була. У цій книзі Морат також продовжив лінію використання умовних символів й образів для привернення уваги читача до втрати своїх національних традицій, до помилок у житті, у моралі, у політиці. Фактично, він створив власний моральний кодекс, використовуючи вже усталену, історичну символіку, якось янголів або драконів, проте вказував на те, що символ — це лише наймення, в якому найголовніше — його суть і смислове навантаження. У такій тенденції у творчості Мората критики вбачають якусь язичницьку спрямованість, зазначаючи, що таким чином поет закликає шанувати багатовікові закони природи, життя, світобудови, тоді як їх неповага тягне за собою наслідки для морального стану людини.
Критиками також було оцінено книгу «Төнге әверелеш» («Нічна метаморфоза», 2005), яка підносить поезію як літопис національного суспільного життя, свідчуючи про розвиток поетичного дару Мората, пошук і відображення ним ще нерозкритих тем. Не ставлячи завдання дати прості відповіді на складні питання, він лише порушує такі проблеми, як збереження народом своєї особи та місця у мінливому світі. У низці інших своїх творів він також досліджує різні історичні пласти, зосереджує увагу на зіткненні цивілізацій, переплетенні минулого і сьогодення, їхньому конфлікті, незмінно закликаючи читача до збереження історичної пам'яті і моральних цінностей, у чому його творчість критиками порівнюється з працями А. Баяна, Зульфата. Одночасно Морат активно почав працювати у жанрі дитячої літератури, випустив збірки віршів «Тылсымлы тел» («Чарівна мова», 1989), «Ачык дәрес» («Відкритий урок», 1995), «Әкияткә ышанмаучы малай» («Хлопчик, який не вірив у казки», 2003), що наслідують традиції татарської дитячої поезії, спадщини таких майстрів, як С. Сулейманова, Ш. Галієв, Р. Міннуллін. Ряд віршів Мората були покладені на музику та стали піснями.

## Нагороди
Премії

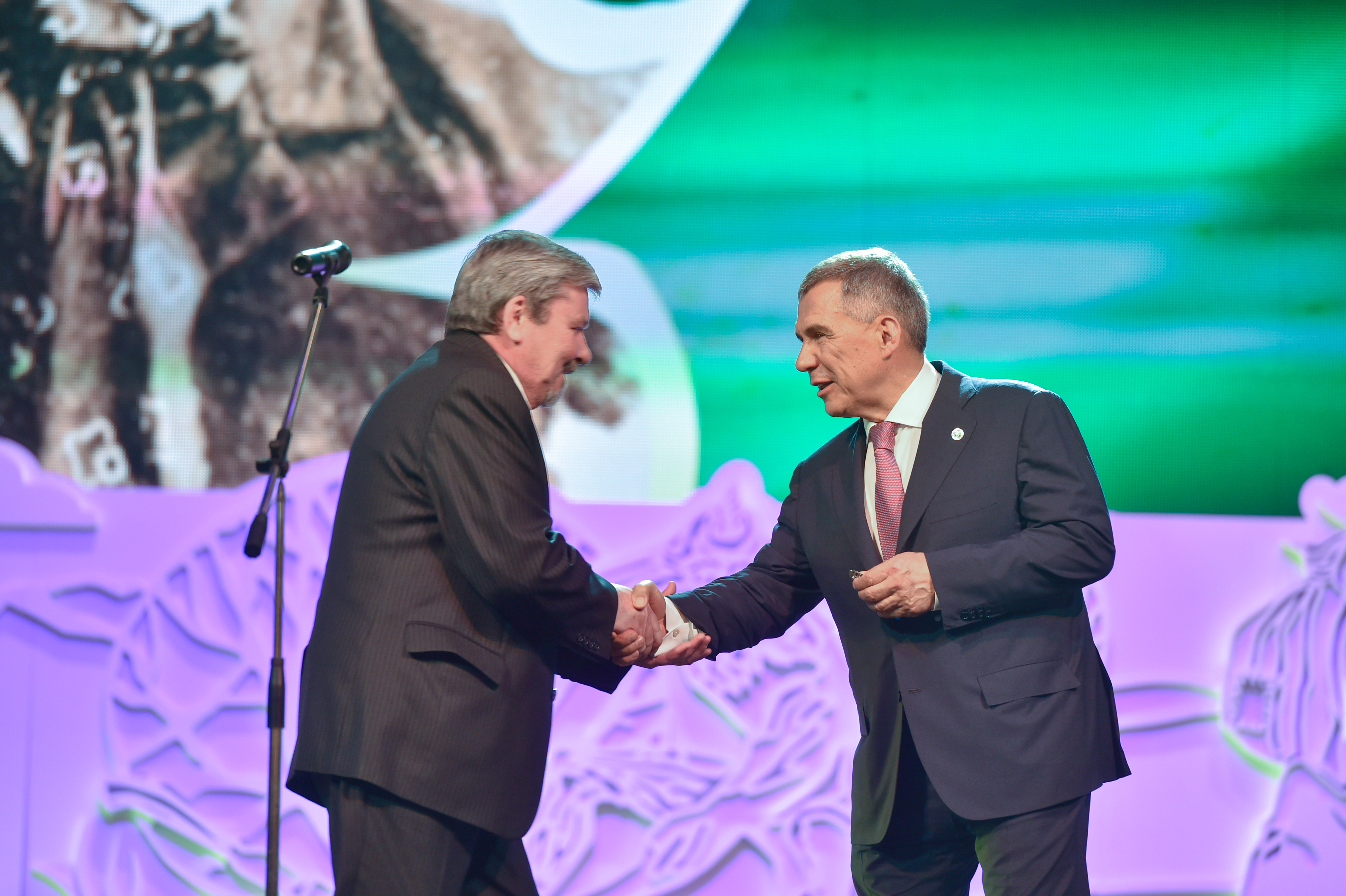
На врученні премії Тукая, 2016 рік

- Державна премія Республіки Татарстан імені Габдулли Тукая (2016 рік) — за книгу «Кош хокукы: шигырьләр һәм поэмалар» («Пташині права: вірші та поеми»), Татарське книжкове видавництво, Казань, 2014 рік[52]. Вручено президентом Республіки Татарстан Р. Н. Мінніхановим на церемонії в Татарському державному академічному театрі опери та балету імені М. Джаліля[53].
- Республіканська премія імені Муси Джаліля — (2007 рік) за поетичну збірку «Төнге әверелеш» («Нічна метаморфоза») та активну громадську роботу з молоддю[54].
- Премія імені Гаяза Ісхакі (2000 рік) — за збірку віршів і поем «Түбә» («Кров»)[2][4].
- Премія[tt] імені Шайхи Маннура (1992 рік)[55].

Інше
- Почесне звання «Заслужений діяч мистецтв Республіки Татарстан» (2001 рік)[2][3].
- Приз республіканського журналістського конкурсу «Бәллүр каләм — Кришталеве перо» у номінації «Автор книги — журналіст» (2003 рік)[56].
- Лист подяки голови Державної ради Республіки Татарстан (2019 рік)[57].